# Имарат Кавказ
Имарат Кавказ (араб. إمارة القوقاز‎) — сепаратистская салафитская террористическая организация, действовавшая на Северном Кавказе и ставившая своей целью создание независимого исламского государства (эмирата) на его территории. Главным идеологом является международный террорист Мовлади Удугов. Группировка объединяла в себе такие незаконные вооружённые формирования, как «Вилаят Дагестан», «Вилаят Нохчийчоь», «Вилаят Галгайче», «Вилаят КБК».
Имарат Кавказ был провозглашён 7 октября 2007 года президентом непризнанной Чеченской Республики Ичкерия (ЧРИ) в изгнании Доку Умаровым, с последовавшим преобразованием Чеченской Республики Ичкерия в «Вилайят Нохчийчо» (Ичкерия) в составе Имарата Кавказ.
Как отмечается американскими военными исследователями (2012), образование Имарата Кавказ в 2007 году ознаменовало завершение процесса трансформации чеченского националистического сопротивления в исламистскую повстанческую деятельность по всему северокавказскому региону.
Фактически Кавказский эмират не контролировал территории, на которые претендует, а представлял собой сепаратистско-террористическое радикально-исламистское подполье, охватывающее Дагестан, Чечню, Ингушетию, Кабардино-Балкарию и Карачаево-Черкесию, а также вооружённые отряды, действующие в горно-лесистых районах этих республик.
После начала оттока радикальных салафитов в Сирию в 2011—2012 годах Имарат Кавказ стал терять свои позиции. В сентябре 2013 году был ликвидирован Доку Умаров, после чего нового амира не было в течение полугода. С конца 2014 года началась массовая присяга оставшихся на Кавказе боевиков Исламскому государству. В 2015 году были ликвидированы последние руководители Имарата Алиасхаб Кебеков и Магомед Сулейманов, после чего Имарат Кавказ фактически прекратил своё существование.
Признана террористической организацией и внесена в санкционный список ООН как организация, связанная с Аль-Каидой. Также запрещена и признана террористической в России, США, Великобритании, Канаде и ОАЭ.

## Идеология и течение
Идейным течением организации Имарат Кавказ является салафия. Официальной идеологией Кавказского эмирата является джихадизм (исламский фундаментализм). Основными идеологами джихадизма на Северном Кавказе называют Багаутдина Кебедова, Абдул-Халима Садулаева, Шамиля Басаева, Мовлади Удугова, Анзора Астемирова, Саида Бурятского..
Американский профессор Гордон Хан (Gordon M. Hahn) 28 сентября 2011 года представил свой доклад «Getting the Caucasus Emirate Right: Global Jihadism in Russia’s North Caucasus», в котором указал на следующие аспекты деятельности Имарата Кавказ:
Встраивание салафитско-джихадистской религиозной идеологии в местную культуру и рост значения мирового джихадистского революционного альянса как ключевого фактора, способствующего насилию на Северном Кавказе.

## История

### Провозглашение
«Джихадизация чеченских моджахедов началась в середине 1990-х и вылилась в октябре 2007 года в провозглашение „Кавказского эмирата“ /КЭ/ на месте радикально народной „Чеченской республики Ичкерия“»,— указывает американский эксперт Гордон Хан.
Согласно сообщению, опубликованному 31 октября 2007 года сайтом «Кавказский узел», Доку Умаров при объявлении джихада против «неверных» и провозглашении «Кавказского эмирата» одновременно снял с себя обязанности главы ЧРИ, объявив себя «амиром (главнокомандующим) моджахедов Кавказа» и «предводителем Джихада», а также «единственной законной властью на всех территориях, где есть моджахеды».
Таким образом Доку Умаров заявил претензии на роль главы территории, охватывающей целый ряд северокавказских регионов — Дагестан, Чечню, Ингушетию, Северную Осетию, Кабардино-Балкарию и Карачаево-Черкесию. При этом Доку Умаров «объявил вне закона… названия, которыми неверные разделяют мусульман… этнические, территориально-колониальные зоны под названием „Северокавказские республики“… и тому подобное», переименовав их в вилайяты — Дагестан, Нохчийчо, Галгайче, Иристон и Вилаят КБК соответственно (позднее, 11 мая 2009 года, вилайят Иристон был упразднён и включён в состав Вилаята Галгайче). Главами отдельных вилаятов (валиями) были назначены руководители местных террористических объединений (джамаатов). Соответствующие распоряжения Доку Умаров подписал ещё 7 октября 2007 года.

В видеообращении о создании Кавказского эмирата Докку Умаров, в частности, заявил:
Не думаю, что есть необходимость проводить границы Кавказского эмирата. Во-первых, потому что Кавказ оккупирован неверными и вероотступниками и является Дар аль-харб, территорией войны, и наша ближайшая задача состоит в том, чтобы сделать Кавказ Дар-эс-Саламом, утвердив шариат на его земле и изгнав неверных. Во-вторых, после изгнания неверных мы должны вернуть себе все исторические земли мусульман, и эти границы находятся за пределами границ Кавказа.
Предвижу возражения всех образованных и необразованных лицемеров, которые будут заявлять, что мы создаём абстрактное, виртуальное государство. Я хотел бы сказать, что, ИншааЛлах, Кавказский эмират — это образование, которое реальнее всех искусственных колониальных зон, существующих сегодня…

Помимо прочего, Умаров объявил о введении на всей территории «Имарата Кавказ» шариатского правления, о «преобразовании ЧРИ в Вилайят Нохчийчо (Ичкерия)» в составе нового «государства», а также об упразднении поста президента ЧРИ и её правительства.
Одновременно Умаров призвал своих сторонников к войне не только против России, но и против всех «неверных»:
Мы неотъемлемая часть исламской Уммы. Меня огорчает позиция тех мусульман, которые объявляют врагами только тех кафиров, которые на них напали непосредственно. При этом ищут поддержки и сочувствия у других кафиров, забывая, что все неверные — это одна нация. Сегодня в Афганистане, Ираке, Сомали, Палестине сражаются наши братья. Все, кто напал на мусульман, где бы они ни находились, — наши враги, общие. Наш враг — не только Россия, но и Америка, Англия, Израиль, все, кто ведут войну против Ислама и мусульман
В мае 2009 года Доку Умаров учредил совещательный орган Маджлис-Шура Имарата Кавказ, состоящий из 9 высших амиров — глав вилаятов и ближайшим окружением амира. Шура, в частности, уполномочена выбирать нового амира Кавказского эмирата в случае гибели или смерти прежнего руководителя. У Кавказского эмирата также имеется официальное представительство за рубежом — векалат (глава — Шамсуддин Батукаев).
Командующим вооружёнными силами долгое время был амир Магас (Ахмед Евлоев), он же валий Вилайята Галгайче (Ингушетия) (задержан ФСБ в июне 2010 года).
Судебная власть представлена Верховным шариатским судом, который возглавляет кадий. Этот пост занимали Анзор Астемиров (валий Вилаята КБК и один из организаторов нападения исламистских боевиков на Нальчик в 2005 году, убит в марте 2010 года), позднее — амир Сейфуллах Губденский (Магомедали Вагабов) валий Вилаята Дагестан, организатор теракта на станциях «Лубянка» и «Парк культуры» в московском метро, убит 21 августа 2010 года), после него кадием стал Шейх Абу-Мухаммад.
Реакция
Анзор Астемиров после провозглашения Умаровым Кавказского эмирата заявил, что он ещё в 2005 году совместно с тогдашним руководителем ингушских боевиков Илезом Горчхановым пытался убедить Шамиля Басаева пойти на этот шаг, однако Басаев отказался и потребовал от них принести присягу президенту ЧРИ Абдул-Халиму Садулаеву в обмен на поддержку в организации нападения на Нальчик. После гибели Садулаева и самого Басаева Астемиров, по его словам, обратился со своей идеей к новому лидеру ЧРИ.

Наиболее развёрнутую поддержку решение Умарова получило в многочисленных интервью и выступлениях исламистского идеолога Мовлади Удугова, возглавляющего информационно-аналитическую службу Имарата Кавказ. Согласно его утверждениям, фактически полная смена и резкое омоложение «воюющего поколения», произошедшие в последние годы, привели к смене национально-освободительных лозунгов верой в «спасительную силу джихада» и необходимость восстановления законов шариата «на освобождённых землях». По его словам, «новая ситуация вступила в конфликт с обветшавшими смыслами, с политическими и идеологическими структурами, которые по инерции ещё продолжали существовать. Я имею в виду Чеченскую Республику Ичкерия, её парламент, президент — все формальные аксессуары». В новой ситуации руководство боевиков («моджахедов»), отбросив «обветшавшие политические и идеологические структуры», выдвинуло новые цели и лозунги — создание исламского государства на Северном Кавказе. Удугов подчёркивает, что в рамках Северного Кавказа руководство Кавказского эмирата не собирается оставаться:
У этого исламского государства пока отсутствуют границы. Говорить о том, что мы хотим сегодня на территории этих нескольких республик Северного Кавказа построить какой-то анклав, неправильно. Нет, сегодня многие мусульмане, проживающие в Татарстане, Башкортостане, Бурятии, русские, принявшие ислам из самых разных регионов России, приносят присягу Докке как законному руководителю мусульман. И где бы они ни находились — в Москве, Благовещенске, Тюмени, Владивостоке, — когда мусульманин приносит присягу, он становится боевой единицей. Если сегодня этих людей не видно в их городах, они не действуют сейчас, это вовсе не означает, что они не будут действовать в будущем.

Действия Умарова вызвали резко негативную реакцию у ряда деятелей чеченского сепаратизма, находящихся в эмиграции. В частности, министр иностранных дел распущенного Умаровым правительства ЧРИ Ахмед Закаев высказал мнение, что эти действия инспирированы российскими спецслужбами и некими «провокаторами». По словам Закаева, провозглашение Кавказского эмирата перевело «законную борьбу чеченского народа за свою свободу и независимость в разряд так называемого международного терроризма, не имеющего ничего общего с интересами чеченского народа и исламскими ценностями». В официальном заявлении от лица МИД ЧРИ Закаев охарактеризовал провозглашение Умаровым Северо-Кавказского Эмирата и объявление войны всему миру от имени мусульман Кавказа как «крупную провокацию по подрыву правовой базы чеченской государственности», осуществлённую под воздействием «агентов влияния Кремля, спекулирующих религиозной риторикой». По мнению Закаева, 
«Северокавказский Эмират» призван сыграть провокационную роль, которую сыграл в своё время Конгресс народов Чечни и Дагестана, способствовавший вторичному вторжению российских войск в Чечню. В подготовке операции «Эмират» с чеченской стороны задействованы те же лица, которые учреждали этот Конгресс.
Ахмед Закаев позднее сообщил, что в связи с самоустранением Умарова «от исполнения обязанностей президента» среди действующих членов «парламента ЧРИ», избранного в 1997 году, было проведено «телефонное голосование», в результате которого он (Закаев) был избран «премьер-министром» ЧРИ. Со своей стороны, руководство «Кавказского эмирата» объявило деятельность Закаева антигосударственной, поручив разобраться с ним шариатскому суду и службе безопасности «Мухабарат».
Полемика между сторонниками Ахмеда Закаева и Доку Умарова продолжается до сих пор.

Российский политолог Сергей Маркедонов высказал следующее мнение: 
Кавказский эмират строится изначально на других ценностях, которые отличаются от чеченского сепаратистского проекта. Проект эмирата ориентируется на радикальный ислам. Врагами — или, по крайней мере, политическими противниками этого проекта — являются не только Россия, но и западный мир, о чём Доку Умаров говорил достаточно чётко. И, кстати, многие из бывшего сепаратистского чеченского истеблишмента — прежде всего, Ахмед Закаев — отмежевались от этого заявления и продолжили апеллировать к националистическим, а не исламистским ценностям.
Большинство реально действующих полевых командиров поддержали провозглашение Кавказского эмирата и принесли присягу («баят») Доку Умарову. Однако некоторые командиры не одобрили это решение. В частности в июле 2009 года «за создание вооруженной оппозиции Имарату» был казнен лидер махачкалинских боевиков Шамиль Гасанов.
Официальные лица России, в том числе руководители кавказских регионов, не признают существование Кавказского эмирата, а деятельность его руководства квалифицируется как преступная и террористическая. Особенно острую реакцию провозглашение эмирата вызвало у руководства Чеченской Республики, прежде всего Рамзана Кадырова:
С этой крысой Умаровым и его крысятами нужно покончить раз и навсегда.
Американский профессор Гордон Хан (Gordon M. Hahn), специалист по Северному Кавказу, сотрудник вашингтонского Центра международных стратегических исследований, автор книги «Российская исламская угроза», 28 сентября 2011 года представил свой доклад «Getting the Caucasus Emirate Right: Global Jihadism in Russia’s North Caucasus», в котором заявил, что исламское подполье на Северном Кавказе и на Урале представляет серьёзную угрозу безопасности не только России, но также Европы и США. Хотя оно и не в силах самостоятельно взять Северный Кавказ под свой контроль и создать там исламское государство, тем не менее, по убеждению эксперта, Имарат Кавказ в состоянии осуществить масштабные акты насилия и нанести существенный вред.
Профессор Хан указал на следующие существенные аспекты нынешней ситуации:
1. Долгосрочные и расширяющиеся связи Имарата Кавказ с «Аль-Каидой» и глобальным джихадом;
2. Наличие террористической сети Имарата Кавказ как организованной политической и военной силы, осуществляющей джихад в регионе;
3. Встраивание салафистско-джихадистской религиозной идеологии в местную культуру и рост значения мирового джихадистского революционного альянса как ключевого фактора, способствующего насилию на Северном Кавказе.

#### Фактическая ликвидация Имарата
В 2011 году набирает обороты гражданская война в Сирии. Членам северокавказского подполья дают зеленый свет на выезд из страны. Большинство едет «на джихад» в Сирию. За период с 2013 по лето 2015 г. только из Чечни в Сирию выехало 405 человек. Выезжал наиболее опытный и боеспособный контингент, о чем свидетельствуют дальнейшие успехи северокавказских подпольщиков и командиров в рядах сирийской антиправительственной оппозиции.
В сентябре 2013 года, в ходе спецоперации был ликвидирован бессменный лидер Имарата Кавказ Доку Умаров. Однако о его смерти боевики сообщили лишь через полгода, в марте 2014 года. Эксперты связывали это с тем, что к тому моменту среди боевиков не было тех кто мог занять место опытного Умарова. Новым главой организации был избран шариатский судья «Имарата Кавказ» Алиасхаб Кебеков.
К концу 2014 года Национальный антитеррористический комитет сообщал о практически полной ликвидации террористического подполья.
В то же время шёл процесс присяги части оставшихся на Северном Кавказе боевиков «Исламскому государству». С декабря 2014 года присягу приносили отдельные лидеры подполья. 21 июня 2015 года на сервисе YouTube появилось сообщение о том, что боевики четырёх вилаятов признанного в России террористическим «Имарата Кавказ» присягнули лидеру ИГ, которое, в свою очередь, приняло эту клятву в верности и заявило о создании своего отделения в регионе «Вилаята Кавказ».
Закономерно, что с появлением ячеек ИГ и усилением его активности на Кавказе силовики стали чаще сообщать об убийстве последователей «Исламского государства». Обобщая многочисленные сообщения в декабре 2015 года глава ФСБ Александр Бортников заявил, что из 26 лидеров группировок, присягнувших «Исламскому государству» на Северном Кавказе, в 2015 году были убиты 20.
Ставший соперником ИГ в борьбе за приверженность вооружённого подполья «Имарат Кавказ» заметно снизил активность — последняя крупная атака, за которую взяла ответственность эта запрещённая в России организация, была проведена боевиками в декабре 2014 года.
В ходе спецоперации силовиков 19—20 апреля 2015 года в пригороде Буйнакска был убит его лидер Алиасхаб Кебеков. После смерти Кебекова ИК стал стремительно терять свои позиции в Дагестане, отмечали эксперты.
В конце мая осведомлённые источники сообщили, что новым лидером «Имарата Кавказ» стал шариатский судья боевиков и лидер подполья в Дагестане Магомед Сулейманов. Однако он пробыл лидером «Имарата» всего 1,5 месяца и был убит в августе 2015 года.
Отсутствие информации об избрании лидера и соперничество с «Исламским государством» позволяют говорить об ослаблении «Имарата Кавказ» и, возможно, прекращении его существования как единого целого, считают эксперты.

## Структура
Кавказский эмират представляет собой структурированную иерархическую сеть, где амиры (лидеры) входящих в него вилайятов (территорий) назначаются и подчиняются верховному амиру, которому они приносят баят (клятву верности). Разделение на вилайяты (регионы) совпадает с административными границами северокавказских республик. Каждый вилайят в свою очередь поделен на так называемые фронты — зоны ответственности амиров местного уровня.
В то же время неверно представлять эмират жёстко структурированной вертикально построенной организацией, входящие в её сетевую структуру ячейки могут находиться в спящем состоянии и эффективно действовать, не спрашивая личного согласия первых лидеров.
Не имея возможности пользоваться электронными средствами связи, хорошо контролирующимися спецслужбами, подпольщики предпочитают курьерскую связь с обменом видеообращениями, что, как отмечают, «поневоле делает Имарат Кавказ структурой сетевой, а не иерархической».

## Численность и активность членов
Официальные оценки численности активных вооружённых боевиков изначально колебались от 50—70 по отдельному региону (президент Чечни Рамзан Кадыров) до полутора тысяч в целом по Северному Кавказу (глава СКП РФ Александр Бастрыкин, май 2009 года). В то же время президент Ингушетии Юнус-Бек Евкуров в 2009 году оценивал численность жителей его республики, поддерживающих боевиков, в «тысячи человек». В конце 2009 года Макшарип Аушев в интервью на вопрос о количестве боевиков говорил следующее:

…их очень много, тысячи. С момента, как пришёл к власти Евкуров (за год до этого интервью — Прим.), по сегодняшний день убито где-то 110—120 боевиков. Из них, может быть, 20—30 человек просто попались под горячую руку. Но сто боевиков точно убито за время Евкурова. И раз всё это не прекращается, значит, их гораздо больше. Есть информация, которую мы получаем из достоверных источников: постоянно по пять-шесть человек идут в лес, доходят до боевиков, и те их прогоняют. Говорят: пока учитесь, молитесь за нас, у нас нет ни оружия, ни еды; в живой силе мы не нуждаемся, но когда нужно будет, скажем.
[…]
Им просто невыгодно подниматься и захватывать города: самолётами, вертолётами разбомбят всё к чёрту. Они ведь не те боевики, что были раньше. Они сидят по домам, работают учителями, даже сотрудниками в воинских частях. Они на рожон не лезут. Ведут тихую партизанскую войну, ждут подходящего момента, ждут, когда Россия ослабнет. Не дай бог, если в России будут какие-то проблемы, кризис, война с Грузией — что-то такое серьёзное. Они все записаны и в любой момент по приказу возьмут в руки оружие.

По официальным данным, в течение 2008 года на Северном Кавказе было убито и задержано 546 членов незаконных вооружённых формирований. В конце 2009 года полпред президента России в ЮФО Владимир Устинов сообщил, что за 11 месяцев года на Юге России было совершено 786 терактов (в 2008 году — 576 терактов). Количество погибших и раненых военнослужащих и сотрудников правоохранительных органов, а также гражданских лиц, составило 1263 человека (914 в 2008 году). Сепаратистские источники утверждают, что официальные данные потерь военнослужащих и милиционеров сильно занижаются. Тогда же глава ФСБ Александр Бортников заявлял, что на Северном Кавказе в 2009 году задержаны почти 800 боевиков и их пособников, тогда как министр внутренних дел Рашид Нургалиев в сентябре 2009 года заявил, что с начала года на Северном Кавказе было убито 270 и задержано 453 боевика.
В феврале 2010 года в очередном видеообращении Доку Умаров признал большие потери среди боевиков, но сказал, что никаких проблем с пополнением отрядов новобранцами они не испытывают. Согласно приведённой статистике, процент смертности в отрядах боевиков чрезвычайно велик, но их численность постоянно пополняется за счёт вербовки новобранцев среди религиозно настроенной молодежи (средний возраст убитых в последние годы боевиков составляет около 19—23 лет). В феврале 2005 года журнал «Профиль» писал: «Сейчас можно с большой уверенностью утверждать, что средний возраст участников террористических группировок не превышает 25-30 лет». По данным «Новой газеты», в 2007—2009 годы молодёжь Чечни массово пополняла ряды незаконных вооруженных формирований: «С января 2007-го в лес ушли более 1000 чеченцев в возрасте от 16 до 30 лет. По оперативным сведениям, средний возраст чеченского подполья сегодня — 20—25 лет». Де-факто, боевики эмирата не контролируют никаких населённых пунктов на Северном Кавказе, однако они в какой-то степени контролируют горно-лесистую местность в Сунженском и Джейрахском районах Ингушетии, Шатойском, Веденском, Итум-Калинском, Ачхой-Мартановском и Шаройском районах Чечни.
3 декабря 2010 года министр внутренних дел Рашид Нургалиев заявил, что за 2010 год военнослужащими Внутренних войск МВД РФ было нейтрализовано 84 участника незаконных вооружённых формирований, ещё 22 задержано по подозрению в причастности к ним. 13 января 2011 года его заместитель, главнокомандующий Внутренними войсками МВД России Николай Рогожкин сообщил, что военнослужащими ВВ МВД России уничтожено в минувшем году на Северном Кавказе 108 боевиков. А ещё через месяц он же заявил: «При участии военнослужащих внутренних войск в 2010 году были ликвидированы около 300 боевиков. Ещё 500 человек были задержаны по подозрению в участии в незаконных бандформированиях».
11 февраля 2011 года вице-премьер РФ, полномочный представитель президента в Северо-Кавказском федеральном округе Александр Хлопонин заявил, что, по оценкам экспертов, на территории СКФО действуют около одной тысячи боевиков: «Беда не в том, что их тысяча. Беда в том, что их убивают, а они пополняют ряды. И вторая беда — средний возраст террористов помолодел до 18 лет», — сказал Хлопонин.
По информации «The Washington Post», ссылающейся на оценки местных журналистов, только в Дагестане в лесах постоянно скрываются от 1000 до 1500 вооружённых людей, а ещё около 5000 готовятся присоединиться к ним.
По некоторым сообщениям ФСБ, Северо-Кавказские боевики вербовали наёмников Каддафи с Северного Кавказа, чтобы они присоединились к подполью.
Согласно утверждению главы МВД России Рашида Нургалиева, за 10 месяцев с начала 2011 года были уничтожены 313 боевиков.
По заявлению главы Республики Ингушетия Юнус-бека Евкурова (сентябрь 2012), «из тех активных штыков, которых мы ищем, — в республике 35—40 бандитов, которые скрываются в горно-лесистой местности. В населённых пунктах появляются их пособники и помощники». Он же отмечал: «Активных штыков порядка сорока. Хотя мы то же самое говорили в прошлом году, в позапрошлом году». По его словам, «нельзя просто сказать, что активных боевиков — 30-40-50… Если у каждого из них по пять-шесть родственников, то вот и подсчитайте».
«Сегодня главная беда Северного Кавказа — терроризм. Бандподполье в республике Ингушетия — это глубоко законспирированная сеть с хорошим контрразведывательным режимом… Много пособников на территории республики, которые в состоянии обеспечить оперативное, административное и другое прикрытие. Сеть пособников есть и во властных, и в правоохранительных структурах. Было бы глупо это отрицать. Был период, когда бандиты в республике не раскрывали карты раньше времени. Они внедрялись во власть, закупали недвижимость, но не проводили мероприятий диверсионно-террористического характера. Этот период прошёл, и теперь они активизировались» (Юнус-бек Евкуров, 26.09.2012).
17 октября 2012 года глава Чечни Рамзан Кадыров заявил, что на территории Чечни действует от 40 до 45 активных боевиков, которые, по словам Кадырова, «вербуют в свои ряды слабовольных и умственно отсталых молодых людей с нарушенной психикой».
В октябре 2012 года Президент России Владимир Путин сообщил, что «за последние несколько месяцев в ходе оперативно-розыскных мероприятий задержано 479 бандитов, уничтожено 313 террористов, которые не пожелали сложить оружие, включая 43 главаря».
К октябрю 2012 года с начала года явку с повинной осуществили около 50 боевиков, по информации Национального антитеррористического комитета РФ.
По сообщению главы НАК Бортникова, за 2013 год на Северном Кавказе были убиты 260 боевиков, в том числе 42 лидера. Бортников также отметил, что продолжается работа «по склонению членов бандподполья и лиц, подпавших под их влияние, к отказу от террористической и экстремистской деятельности», благодаря чему к мирной жизни были возвращены 72 человека. По словам эксперта Милрада Фатуллаева, жители Северного Кавказа с каждым годом все больше устают от слова «ликвидирован»: «Люди хотели бы, чтобы боевиков отлавливали и судили, а не „ликвидировали“. Чтобы их показывали населению, объяснили, что ими двигало, когда они начали свою преступную деятельность», — сказал он.
К концу 2017 года все диверсионно-террористические группы ликвидированы.

## Методы
В подавляющем большинстве случаев жертвами нападений боевиков становятся сотрудники силовых структур — российские военнослужащие, сотрудники спецслужб и полицейские. В последние годы боевики в своей практике не делают различий между русскими силовиками (то есть «неверными», «кафирами») и местными полицейскими-мусульманами, которых считают предателями, «муртадами».
Однако часто целенаправленным нападениям подвергаются и мирные граждане региона — прежде всего государственные чиновники, мусульманские духовные лица, поддерживающие официальную власть, предприниматели, торгующие спиртным, люди, занимающиеся гаданием, знахарством (традиционной медициной) и проституцией. Как правило, боевики берут на себя ответственность за эти убийства, обосновывая их решениями т. н. шариатских судов.
В результате терактов, целями которых являются сотрудники силовых структур, также регулярно гибнут мирные граждане (то же можно сказать и об операциях, проводимых российскими силовыми структурами).
«Основными формами действия бандгрупп, входящих в состав „Имарат Кавказ“, являлось совершение террористических актов, обстрелов и подрывов, а также иных акций устрашения населения, представителей власти и духовенства», — отмечала Генпрокуратура РФ.
В 2006—2007 годах в Ингушетии была совершена серия жестоких убийств русскоязычных граждан без каких-либо шариатских обоснований. Следствие установило, что убийства совершались группой полевого командира Рустама Махаури. Однако командование боевиков не взяло на себя ответственность за эти случаи.
В апреле 2009 года Доку Умаров объявил о воссоздании джамаата «Риядус-Салихин» («Сады праведных») — батальона террористов-смертников, в своё время созданного Шамилем Басаевым. Идеологом воссозданного джамаата стал Саид Бурятский. В последующие месяцы боевики-смертники совершили несколько десятков самоподрывов, убив десятки сотрудников милиции и мирных граждан. В частности 17 августа было полностью уничтожено здание РОВД города Назрани, 25 человек погибли, около 260 ранены.
В это же время появилось видеообращение Доку Умарова, которое можно истолковать как одобрение террористических актов, приводящих к гибели мирных жителей: 

 Если нам запрещено убивать этих граждан, так называемых мирных жителей, которые обеспечивают армию и ФСБ своими налогами и своим молчанием, которые поддерживают эту армию своим одобрительным молчанием, если таких людей считать мирными жителями, то я не знаю, по каким критериям это оценивается.
В июне 2009 года боевики Кавказского эмирата взяли на себя ответственность за убийство министра внутренних дел Дагестана Адильгерея Магомедтагирова.
В июне 2009 года боевики взяли ответственность за убийство министра заместителя председателя Верховного Суда Ингушетии Азы Газгиреевой и бывшего вице-премьера республики Башира Аушева.
В июле 2009 года боевики взяли ответственность за покушение на президента Ингушетии Юнус-бека Евкурова.
В августе 2009 года боевики взяли ответственность за аварию на Саяно-Шушенской ГЭС. Следствие отвергло эту версию.
В декабре 2009 года боевики взяли ответственность за убийство священника Даниила Сысоева.
В декабре 2009 года боевики взяли ответственность за подрыв поезда «Невский Экспресс» 27 ноября 2009 года, приведшее к гибели 28 и ранениям более 90 мирных граждан.
31 марта 2010 года было опубликовано видеообращение лидера «Кавказского эмирата» Доку Умарова, в котором он заявил, что теракт в московском метро 29 марта 2010 года был произведён по его приказу.
24 января 2011 года — Террористический акт в аэропорту Домодедово, 37 погибших и более 170 раненых. Из заявления амира Имарата Кавказ Умарова: «пусть Россия знает, что она находится в состоянии войны с Кавказскими Мусульманами, и что мы наносим ответный удар именно по стратегическим объектам, и что такие удары будут и впредь наноситься именно по стратегическим объектам! Каждый человек должен знать — война есть война, и у войны есть свои методы, хорошие они или плохие».
По данным Гордона Хана, «к пятой годовщине с момента его создания самим КЭ или при его участии осуществлено более 2200 атак и актов насилия, в результате которых погибли около 1800, ранения получили 2600 сотрудников полиции, военных и гражданских официальных лиц», а также «убито свыше 450 и ранено 1200 мирных жителей».

## Внешние связи
По данным Федеральной разведывательной службы Германии, на 2013 год в ФРГ находилась активная группа из около 200 чеченцев, занимающаяся сбором средств и вербовкой новых боевиков.
С осени 2014 года стало известно о случаях присягания северокавказских боевиков лидеру Исламского государства аль-Багдади.
В декабре 2014 года было обнародовано обращение Абу-Мухаммада, амира вилайата Дагестан, одного из первых присягнувших лидеру Исламского государства, из которого следовало, что он вышел из подчинения Имарату Кавказ и просил других боевиков последовать его примеру. За этим последовало публичное обращение тогдашнего амира Имарата Кавказ А. Кебекова, обвинившего за присягу лидеру ИГ Абу-Мухаммада в расколе и предательстве. Кебеков предложил ему уехать на контролируемую ИГ территорию и отстранил от должности амира вилайата. По мнению аналитиков ISW, переход лидеров северокавказского подполья в подчинение ИГ, возможно, связан с тем, что «Кебеков выступал против использования террористов-смертников и призывал воздержаться от насилия в отношении гражданских лиц. Социальную поддержку он ставил выше военных операций. Кебеков оперативно сместил Рустама Асильдерова и требовал, чтобы другие боевики не присягали ИГ».
Старший научный сотрудник Центра этнополитических исследований Института этнологии и антропологии РАН Ахмет Ярлыкапов отмечал, что тактика, провозглашенная Кебековым, — отказ от терактов против мирного населения, запрет женщинам взрывать себя и призыв не использовать их в вооруженных акциях — существенно отличается от тактики ИГ: «Если „Имарат“ специализируется на терроре в отношении силовиков, то ИГ — это террор тотальный и очень жестокий».
Летом следующего года, после гибели Кебекова, лидеру ИГ аль-Багдади от имени всех исламистских подпольщиков Чечни присягнул амир соответствующего вилайята Аслан Бютукаев.
По данным ISW, ИГ начал подготовку к созданию своего форпоста на Северном Кавказе в январе 2015 года.
Как известно, исламисты северокавказского происхождения принимали участие в боевых действиях на территории ИГ и до официальных заявлений членов Имарата Кавказ о переходе под его флаг.